# 10ミニッツ・オールダー
『10ミニッツ・オールダー』（Ten Minutes Older）は、2002年に製作されたオムニバス映画。『人生のメビウス』（The Trumpet）と『イデアの森』（The Cello）の2巻になっている。15人の監督たちによる、「時」に関連した10分間の作品で構成するプロジェクトである。
- イデアの森 The Cello
  - ベルナルド・ベルトルッチ 『水の寓話』
  - マイク・フィギス 『時代×4』
  - イジー・メンツェル 『老優の一瞬』
  - イシュトヴァン・サボー 『10分後』
  - クレール・ドニ 『ジャン＝リュック・ナンシーとの対話』
  - フォルカー・シュレンドルフ 『啓示されし者』
  - マイケル・ラドフォード 『星に魅せられて』
  - ジャン＝リュック・ゴダール 『時間の闇の中で』

- 人生のメビウス The Trumpet
  - アキ・カウリスマキ 『結婚は10分で決める』
  - ビクトル・エリセ 『ライフライン』
  - ヴェルナー・ヘルツォーク 『失われた一万年』
  - ジム・ジャームッシュ 『女優のブレイクタイム』
  - ヴィム・ヴェンダース 『トローナからの12マイル』
  - スパイク・リー 『ゴアVSブッシュ』
  - チェン・カイコー 『夢幻百花』